# Сапега, Павел Стефан
Павел Стефан Сапега (1565 — 19 июля 1635, Гольшаны) — государственный и военный деятель Великого княжества Литовского, дворянин господарский (с 1588 года), конюший великий литовский (1593—1623), подканцлер литовский (1623—1635). Староста тельшевский, ошмянский и гомельский. Строитель Гольшанского замка.

## Биография
Представитель коденской линии литовского магнатского рода Сапег герба «Лис», второй сын воеводы минского Богдана Павловича Сапеги (ум. 1593) и Марии Капустянки (ум. ок. 1570). Братья — воевода новогрудский Николай Криштоф и староста гомельский Андрей Ежи Сапеги.
Учился в Виленской академии. С 1588 года упоминается как дворянин при дворе польского короля Сигизмунда III Вазы. В 1593 году, благодаря поддержке великого канцлера литовского Льва Сапеги, Павел Стефан Сапега получил должность конюшего великого литовского. В 1600 году был избран послом на сейм. В том же году совершил паломничество в Рим, где был принят самим папой римским Климентом VIII. В 1604 году был вторично избран послом на сейм.
В 1609-1611 годах Павел Стефан Сапега участвовал в смоленской кампании польского короля и великого князя литовского Сигизмунда III Вазы. Во время осады Смоленска потерял руку. За заслуги перед Отечеством получил в 1611 году староство гомельское. В 1611 и 1619 годах вновь избирал послом на сеймы.
В 1618 г. начал строительство костела в родовом имении Гольшаны.
14 марта 1623 года Павел Стефан Сапега получил должность подканцлера великого литовского. Был сторонником снижения стоимости польских талеров и дукатов для прекращения их вывоза за границу.
В 1632 году предлагал начать переговоры с королём Швеции Густавом II Адольфом, чтобы избежать заключения русско-шведского военного союза, направленного против Речи Посполитой.
В конце жизни польского короля Сигизмунда III Вазы подканцлер литовский Павел Стефан Сапега находился при королевской особе, затем участвовал в тайных заседаниях сената под руководством польского примаса Яна Венжика (2-5 мая 1632 г.), а также в дальнейшем принимал участие в выборах нового короля и присутствовал во время коронации Владислава IV Вазы в феврале 1633 года.
В июле 1633 года участвовал в походе польско-литовской армии под командованием Владислава IV под Смоленск, но из-за слабого здоровья вынужден был вернуться обратно. Как старший представитель рода Сапег подканцлер литовский Павел Стефан Сапега представил при королевском дворе Казимира Леона, младшего сына умершего несколькими месяцами ранее Льва Ивановича Сапеги.
В июле 1635 года подканцлер литовский Павел Стефан Сапега скончался в своём имении Гольшаны. Был похоронен в францисканском костеле в Гольшанах.

## Семья
Был четырежды женат. В 1599 году первым браком женился на Регине Дубовской, в 1602 году вторично женился на Эльжбете Вэселен (ум. 1615), от брака с которой имел трёх дочерей (Анна Катарину, Теофилу и Криштину). В 1618 году в третий раз женился на Катарине Гославской (ум. после 1624). В 1630 году в четвертый раз женился на Софии Данилович (ум. 1642).